# Palapye
Palapye är en stad i östra Botswana, och är belägen i distriktet Central. Staden har 26 792 invånare (2006).